# Pręgoszczur
Pręgoszczur (Chrotomys) – rodzaj ssaków z podrodziny myszy (Murinae) w obrębie rodziny myszowatych (Muridae).

## Rozmieszczenie geograficzne
Rodzaj obejmuje gatunki występujące na filipińskich wyspach Luzon, Mindoro i Sibuyan.

## Morfologia
Długość ciała (bez ogona) 136–190 mm, długość ogona 82–133 mm, długość ucha 19–27 mm, długość tylnej stopy 34–42 mm; masa ciała 70–199 g.

## Systematyka
Rodzaj zdefiniował w 1895 roku angielski zoolog Oldfield Thomas w artykule zatytułowanym Wstępne diagnozy nowych ssaków z północnego Luzonu zebranych przez pana Johna Whiteheada, opublikowanym w czasopiśmie „The Annals and magazine of natural history”. Gatunkiem typowym jest (oznaczenie monotypowe) pręgoszczur górski (Ch. whiteheadi). 

### Etymologia
- Chrotomys: gr. χρως khrōs, χρωτος khrotos ‘kolor’; μυς mus, μυoς muos ‘mysz’[8].
- Celaenomys: gr. κελαινος kelainos ‘ciemnego koloru, krwisto-czarny’; μυς mus, μυoς muos ‘mysz’[9]. Gatunek typowy (oryginalne oznaczenie): Xeromys (?) silaceus O. Thomas, 1895.

### Podział systematyczny
Do rodzaju należą następujące gatunki:
| Grafika | Gatunek                | Autor i rok opisu                      | Nazwa zwyczajowa       | Podgatunki         | Rozmieszczenie geograficzne | Podstawowe wymiary                               | Status IUCN |
| ------- | ---------------------- | -------------------------------------- | ---------------------- | ------------------ | --- | ------------------------------------------------ | ----------- |
|         | Chrotomys sibuyanensis | Rickart, Heaney, Goodman & Jansa, 2005 | pręgoszczur sibujański | gatunek monotypowy | Sibuyan | DC: około 16 cm DO: około 8,2 cm MC: około 104 g | DD          |
|         | Chrotomys silaceus     | (O. Thomas, 1895)                      | pręgoszczur błyszczący | gatunek monotypowy | północny Luzon (Kordyliera Centralna); zakres wysokości: 1800–2800 m n.p.m.                                                                             | DC: 13,6–17,3 cm DO: 9,7–12,1 cm MC: 71–160 g    | LC          |
|         | Chrotomys gonzalesi    | Rickart & Heaney, 1991                 | pręgoszczur stokowy    | gatunek monotypowy | południowo-wschodni Luzon (góra Isarog, być może szczyt Saddle i góra Malinao); zakres wysokości: 1350–1750 m n.p.m.                                    | DC: 16–19 cm DO: 8,3–10,5 cm MC: 70–190 g        | NT          |
|         | Chrotomys mindorensis  | R. Kellogg, 1945                       | pręgoszczur nizinny    | gatunek monotypowy | Luzon i Mindoro; zakres wysokości: poniżej 2050 m n.p.m.                                                                                                | DC: 15,5–18,6 cm DO: 9,9–12,3 cm MC: 152–199 g   | LC          |
|         | Chrotomys whiteheadi   | O. Thomas, 1895                        | pręgoszczur górski     | gatunek monotypowy | północny Luzon (Kordyliera Centralna, góra Patali w górach Carabello oraz góra Anacuao w południowym Sierra Madre); zakres wysokości: 900–2700 m n.p.m. | DC: 14,4–17,7 cm DO: 9,5–13,3 cm MC: 73–160 g    | LC          |

Kategorie IUCN:  LC  – gatunek najmniejszej troski,  NT  – gatunek bliski zagrożenia,  DD  – gatunki o nieokreślonym stopniu zagrożenia.